# Rudolph Hall
Rudolph Hall, también conocido como el Yale Art and Architecture Building o el A & A Building, es un edificio situado en New Haven, la tercera ciudad más grande del estado de Connecticut (Estados Unidos). Es uno de los primeros y más conocidos ejemplos de arquitectura brutalista en los Estados Unidos. El edificio alberga la Escuela de Arquitectura de la Universidad de Yale (en el pasado también albergó la Escuela de Arte).

## Construcción
Diseñado por el arquitecto Paul Rudolph y terminado en 1963, el complejo edificio contiene más de treinta niveles de piso en sus siete pisos. El edificio está realizado en hormigón armado abujardado y nervado. El diseño fue influenciado por el edificio de administración Larkin de Frank Lloyd Wright, en Búfalo y los edificios posteriores de Le Corbusier.
Cuando el edificio abrió por primera vez, fue elogiado ampliamente por críticos y académicos, y recibió varios premios prestigiosos, incluido el Premio de Honor del American Institute of Architects. La crítica de arquitectura de The New York Times, Ada Louise Huxtable, lo llamó "un espectacular tour de force". Sin embargo, con el paso del tiempo, la reacción crítica al edificio se volvió más negativa. El historiador de arquitectura Nikolaus Pevsner lamentó la opresiva monumentalidad de la estructura.

## Incendio
Un gran incendio en la noche del 14 de junio de 1969 causó grandes daños y durante las reparaciones, se hicieron muchos cambios al diseño original de Rudolph. Algunos han afirmado que el incendio fue el resultado de un incendio provocado por un estudiante descontento, pero este cargo no ha sido probado.

## Renovación
La apreciación de la estructura ha aumentado en los últimos años, con Yale invirtiendo 126 millones de dólares para la renovación del edificio. La Escuela de Arte se mudó a su propio edificio y el edificio se está ampliando y renovando con la intención de restaurarlo al diseño originalmente previsto por Rudolph. La estructura renovada restaurará el ático en la azotea, una sala de estudiantes desmantelada y puentes previamente destruidos y se unirá a un nuevo departamento de Historia del Arte.
El encargo de la renovación fue para Gwathmey Siegel & Associates Architects, de los cuales Charles Gwathmey fue alumno de Yale Architecture y exalumno de Rudolph. Se han encargado planes de renovación anteriores de Skidmore, Owings & Merrill, Richard Meier y Beyer Blinder Belle.

## Galería

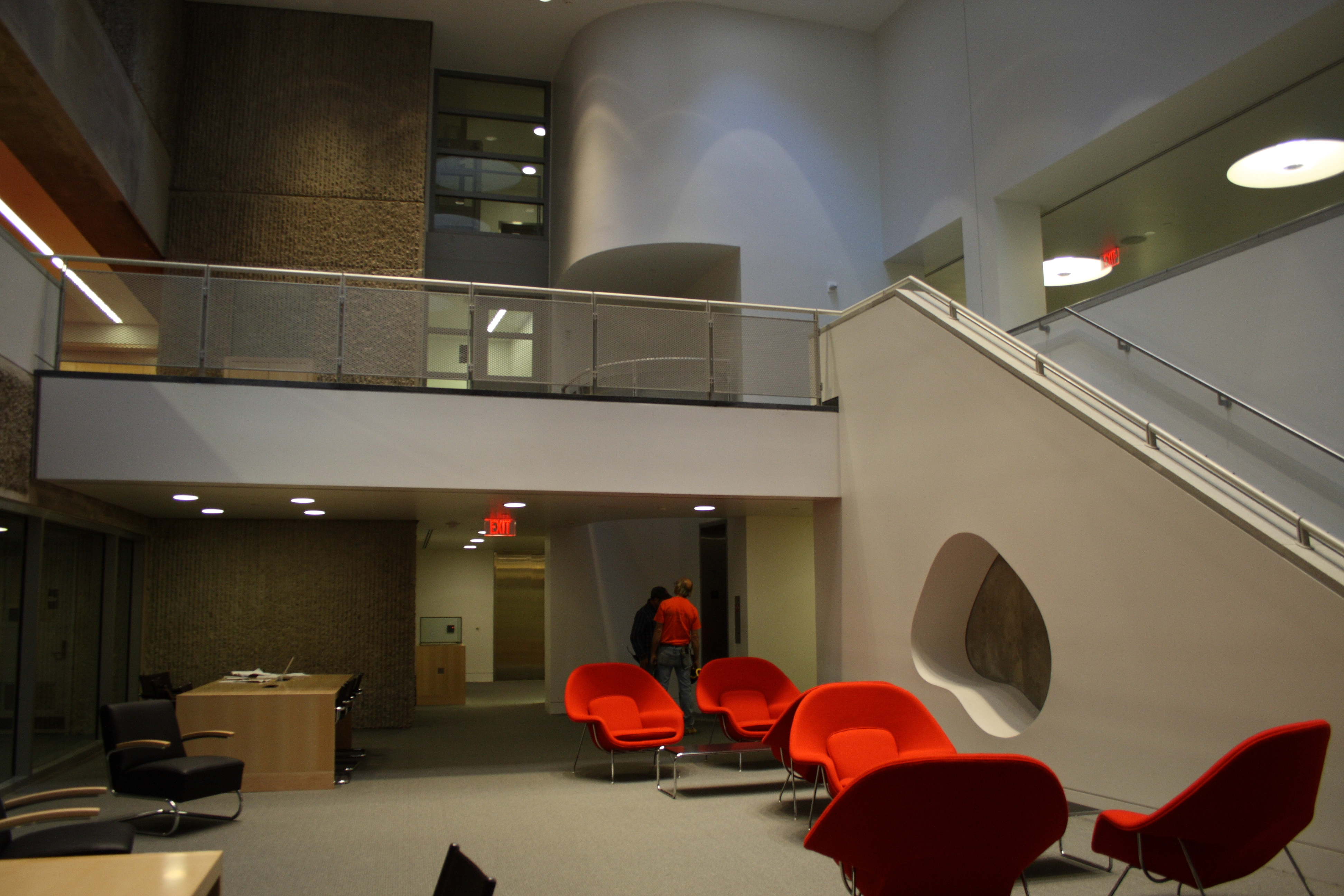
Espacio interior
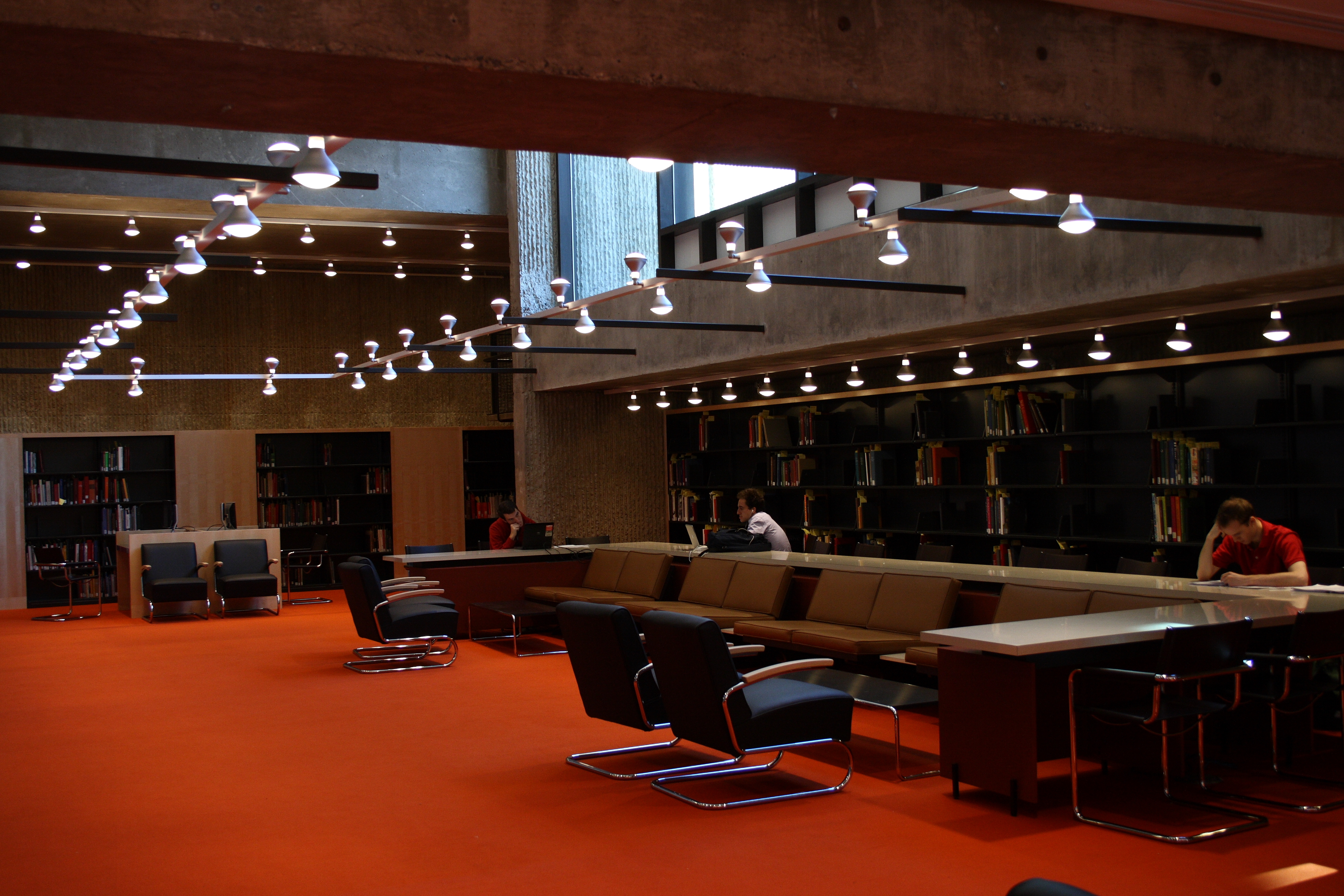
Biblioteca
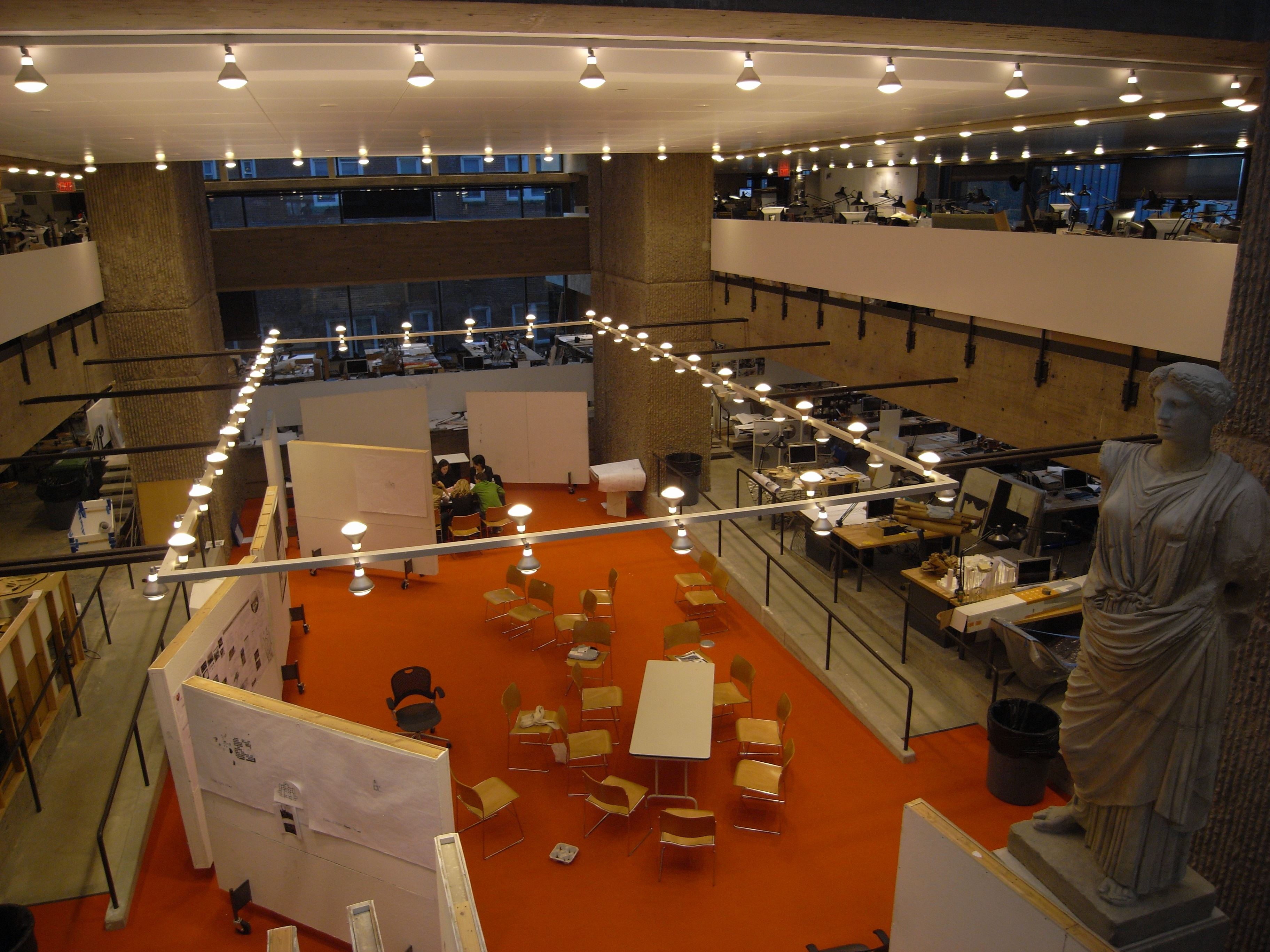
Sala de exposiciones